# Браудеризм

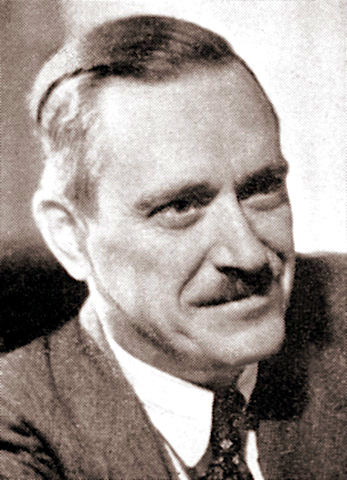
Основоположник браудеризма Эрл Браудер (1891—1973)

Браудеризм — политическое учение Эрла Браудера, развившееся в рамках марксизма-ленинизма. Характеризировалось отклонениями от ортодоксальной марксистско–ленинской политики и принципов, стремилось подвергнуть марксизм ревизии, чтобы привести Коммунистическую партию США, возглавляемую Браудером, в соответствие с мейнстримом американской политики. Это включало включение «американизма» и его националистических ценностей в дискурс партии, отход от революционного социализма. Более того, браудеризм полностью отрицал классовую борьбу, вместо этого выступая за классовое сотрудничество с буржуазией в рамках народного фронта.
Это учение был противоречивым ввиду своего ревизионизма в глазах всего коммунистического мира, как внутри страны и самой партии, так и на международном уровне после публикации письма Жака Дюкло с критикой этой идеологии. КП США придерживалась браудеризма с 1942 года до исключения его теоретика в 1945. После этого на внеочередных выборах, состоявшихся в июле, председателем был избран сталинист Уильям Зебьюлон Фостер, вернувший партию к традиционному дискурсу. Впоследствии идею браудеризма о народном фронте перенял Гэс Холл в рамках своего социализма Билля о правах.

## История

### Начало руководства Браудера
Браудер стал генеральным секретарем Коммунистической партии США в 1930 году и на протяжении следующих пятнадцати лет был единоличным лидером партии. Период его руководства КП США совпал с Великой депрессией и президентством Франклина Рузвельта. Также в это время (последние годы третьего периода, закончившийся после прихода к власти Адольфа Гитлера) Коминтерн отказался от концепции социал-фашизма после того, как Коммунистическая партия Германии (одна из самых ярых сторонниц этой концепции) не смогла объединиться с Социал-демократической партией Германии в борьбе с растущим нацизмом. Необходимость создания народного фронта для борьбы с фашизмом оказала большое влияние на мышление и стратегию Браудера.
6 января 1935 года Браудер выступил с публичной речью, в которой изложил идею союза с Социалистической партией Америки (членом которой Браудер был с 1907 по 1912 год). Та скептически отнеслась к такому альянсу из-за дискредитации коммунистов в течение последнего десятилетия, хотя её лидер Норман Томас признал конкретные области, в которых обе партии могли бы работать вместе. Кроме того, Браудер стремился создать новые массовые организации, такие как Американская лига против войны и фашизма в 1933 году, а также Американский молодёжный конгресс и Лига американских писателей в 1935 году. В то же время позиция партии по отношению к администрации Рузвельта сменилась с враждебной на готовую к взаимному сотрудничеству, что повлияло на политику Нового курса Рузвельта. В то же время Браудер продолжал оставаться кандидатом от коммунистов на президентских выборах 1936 и 1940 годов. Это послужило ревизией большевистской модели коммунистической революции, которой партия придерживалась в первые годы своего существования, стремясь к прагматичному подходу к решению текущих проблем.

### Американизм и Вторая мировая война
По мере того, как эта стратегия народного фронта развивалась вплоть до Второй мировой войны, Браудер всё больше ослаблял акцент на марксистской риторике, апеллируя к американскому патриотизму, чтобы привлечь более широкую аудиторию. В июне 1936 года на IX Национальном съезде КП США в Нью-Йорке в Браудер выступил с докладом, в котором цитировал своё эссе «Что такое коммунизм?», опубликованное ранее в том же году. В нём говорилось следующее: «Мы, коммунисты, претендуем на революционные традиции американизма! [...] Мы — американцы, а коммунизм — это американизм XX века». Этот сдвиг в риторике партии совпал с политикой Коминтерна при Сталине, который по–прежнему поддерживал стратегию народного фронта во всём мире вплоть до пакта Молотова-Риббентропа и начала войны. Из-за подрыва антифашистской репутации Советского Союза, ряды КП США и приток новых кадров уменьшились. Браудер был заключён в тюрьму в 1941 году; после своего досрочного освобождения год спустя он вернулся на пост генерального секретаря и решительно выступил в поддержку американских военных усилий, несмотря на обвинения властей в «империалистической войне», с которыми ранее выступала партия. Браудер поставил народный фронт в своей партийной программе превыше всего остального, в связи с чем классовая борьба была заменена классовым сотрудничеством. Эти тенденции браудеризма, подчеркивающие бескомпромиссность классовой солидарности и народного фронта и стремление популяризировать партию, достигли кульминации в 1944 году, когда КП США была официально распущена на короткое время и преобразована в Коммунистическую политическую ассоциацию. Это решение Браудера хотя и получило единодушную поддержку Национального комитета, поскольку учредительный съезд новой организации был запланирован на май 1944 года, встретило ожесточенную оппозицию в виде письма Фостера-Дарси, подписанного фракционером Уильямом Зебьюлоном Фостером и окружным организатором из Филадельфии Сэмюэл Адамс Дарси. Руководство партии терпимо отнеслось к ограниченному распространению письма, но позже это привело к исключению Дарси комитетом КПА, возглавляемым Фостером, который подчинялся партийной дисциплине, что подчёркивал Браудер.

### Упадок
После Тегеранской конференции Браудер надеялся, что союз между членами антигитлеровской коалиции продолжится после войны в условиях мирного сосуществования, однако с началом холодной войны и маккартизма браудеризм подвергся жёсткой критике. Жак Дюкло, член Коминтерна и лидер Французской коммунистической партии, опубликовал в партийном теоретическом журнале Les Cahiers du communisme так называемое письмо Дюкло, статью, в которой подверг критике позиции Браудера. Цитируя письмо Фостера-Дарси, Дюкло раскритиковал убеждения Браудера о гармоничном послевоенном мире, назвав их «ошибочными выводами, никоим образом не вытекающими из марксистского анализа ситуации», и заявил, что ликвидация КП США представляет собой «печально известную ревизию марксизма». Рассматривая письмо в ретроспективе, историки Харви Клер, Джон Эрл Хейнс и Кирилл Андерсон пришли к выводу, что статья уже была написана на русском языке, а её публикация была инициирована Москвой после того, как руководство Коминтерна определил, что послевоенные отношения станут враждебными. После окончания войны на Тихом океане Дюкло было поручено опубликовать статью под своим собственным именем.
Это письмо имело серьёзные последствия для браудеризма (предопределив судьбу Браудера внутри партии) и американского коммунистического движения в целом, поскольку оно было распространено по всему миру среди официальных лиц Коминтерна. Коммунистическая партия США была восстановлена на внеочередных выборах в июле 1945 года, Браудер был отстранён от должности генерального секретаря, его пост занял Юджин Деннис, а главный фракционер Фостер был назначен председателем. Браудер остался в партии, продолжая поддерживать свою линию в еженедельном информационном бюллетене «Руководство для распространителей. Экономический анализ. Сервис для политиков», в котором излагал собственное видение советско–американских отношений в противовес разворачивающейся холодной войне. 5 февраля 1946 года Браудер был исключён из партии; если не считать краткой попытки во время XX съезда КПСС реинтегрировать ревизиониста, он никогда в неё не вернётся.

### Наследие в КП США
К моменту смерти Браудера в июне 1973 года, когда партия находилась под руководством Гэса Холла, браудеризм был полностью исключён из партийного дискурса, поскольку партия оставалась приверженной ортодоксальному марксизму–ленинизму. Однако политика Холла была схожа с браудеризмом. Это включало в себя краткую попытку создать «широкое народное политическое движение», объединив КП США в новом народном фронте с движением за гражданские права афроамериканцев и движением против войны во Вьетнаме, чтобы заручиться поддержкой бэби-бумеров. Это могло бы связать партию, представителей старых левых, с новыми левыми, но попытка не увенчалась успехом. Холл в своём дискурсе придерживался социализма Билля о правах, выступая за включение социалистических идеалов в Конституцию США. Тем не менее, Холла нельзя назвать последователем Брадуера, поскольку он был более сдержанным в ревизионизме, будучи преданным советским союзником.

## Основные принципы

### Народный фронт
Одной из важнейших составляющих браудеризма являлось стремление к организации народного фронта, союза социалистов с либералами и прогрессивистами в оппозиции к фашизму. Эта стратегия была принята Коминтерном с 1934 года до подписания пакта Молотова–Риббентропа в 1939 году, а правительства народного фронта ненадолго находились у власти в Испании, Франции и Чили. Стремление Браудера к созданию столь широкой антифашистской коалиции было вызвано ростом фашизма в Европе и популярностью Нового курса, к которому Браудер изначально относился враждебно, но затем стал искать союза с его сторонниками, несмотря на приказы Москвы в сентябре 1939 года выступить против Рузвельта, что привело к конфликту в партии.

### Американизм и интернационализм
Принципиальным отклонением браудеризма от марксизма–ленинизма было то, что его риторика обращалась к более широкой американской аудитории, используя более патриотический язык. Традиционно американизм придерживается таких убеждений, как свобода, права человека и республиканизм, которые воплощены в коллективной национальной идентичности. Браудеризм отождествляет коммунизм с американизмом, контрастирует с другими интерпретациями национальной идентичности. Довольно популярной является цитата из эссе Браудера «Что такое коммунизм?»: «Коммунизм — это американизм XX века». Браудер стремился использовать символику господствующей патриотической культуры, чтобы представить коммунизм как совместимую идеологию, которая вписывается в идеалы свободы и республиканизма. Хотя в своей книге 2008 года «Изобретая „американский путь“» американский историк Венди Л. Холл отмечает, что во время холодной войны американизм использовался как идеология, противопоставленная коммунизму и фашизму.
Несмотря на националистический уклон, браудеризм продолжал придерживаться интернационализм и поддерживал активное участие в международных отношениях в противовес изоляционизму. Однако из–за реформистского характера браудеризма его форма интернационализма отличалась от пролетарского интернационализма, поддерживаемого марксистами-ленинцами. Так, главным проявлением интернациональной позиции Брадуера стала поддержка Рузвельта, отказавшегося от политики невмешательства в связи с растущей напряженностью на фоне усиления фашизма в Европе.

### Классовая борьба и классовое сотрудничество
Согласно браудеризму, необходимость классовой борьбы пролетариата с буржуазией была отодвинута на второй план в пользу создания как можно более широкого народного фронта. Это переросло в классовое сотрудничество, что способствовало необходимости противостоять фашизму во время Второй мировой войны, как Браудер обосновал свою стратегию в своей книге 1942 года «Победа и после». КП США использовала более мягкую риторику, более соответствующую терминам, используемым администрацией Рузвельта, таким как «экономический роялизм». Это классовое сотрудничество привело к отказу от революции в пользу реформистского подхода в сочетании с его апелляцией к американизму. Подобно социализму Билля о правах, браудеризм стремился интегрировать коммунизм в демократические институты, чтобы узаконить себя, что видно из их поддержки Нового курса.

## Критика
В отличие от других разновидностей марксизма–ленинизма, таких как маоизм и ходжаизм, браудеризм не сохранил актуальности в американской коммунистической политике и не приобрёл международного влияния. В ретроспективе он подвергся критике со стороны антиревизионистов как свидетельство американской исключительности, поскольку он рассматривал обстоятельства классовой борьбы и конфликта с буржуазией как неприменимые к Соединённым Штатам. Антиревизионисты также утверждают, что широкий народный фронт подчинил КП США интересам буржуазии через Демократическую партию, и что угрозы фашизма, используемой в качестве оправдания, не существовало. Член компартии Джон Гейтс назвал браудеризм «ценным инструментом в руках американского империализма в его планах мировой войны и контрреволюции». Сегодня КП США по-прежнему критически относится к браудеризму, называя его идеи «оппортунистическими», результатом «теоретической путаницы» коммунистических партий и «их отказа от основных принципов и основных групп рабочего класса» наряду с еврокоммунизмом.